# Cryptillas victorini
El zarzalero de Victorin (Cryptillas victorini) es una especie de ave paseriforme de la familia Macrosphenidae endémica de Sudáfrica. Si bien durante mucho años se lo ubicó en el género Bradypterus, no se encuentra muy relacionado con el mismo, por lo que se lo ha ubicado en el género monotípico Cryptillas.
Su nombre conmemora a Johan Frederik Victorin (1831-1855), un viajero sueco que visitó Sudáfrica.

## Distribución y hábitat
Vive únicamente habita en el suroeste de Sudáfrica, su hábitat natural son las zonas arbustivas húmedas subtropicales.